# Zdzisław Kremens
Zdzisław Kremens (ur. 1952) – polski inżynier elektryk. Absolwent z 1976 Politechniki Wrocławskiej. Od 1996 profesor na Wydziale Elektrycznym Politechniki Wrocławskiej. Prorektor Politechniki Wrocławskiej (1993-1996).